# 폴 로머
폴 마이클 로머(영어: Paul Michael Romer, 1955년 11월 7일 ~ )는 미국의 경제학자이자 뉴욕 대학교의 교수다. 내생적 성장이론의 선구자로, 기술 혁신이 장기 거시경제에 미치는 영향을 연구한 공로로 2018년에 윌리엄 노드하우스와 함께 노벨 경제학상을 받았다.
주로 경제성장을 연구하며 내생적 성장이론의 발전에 기여했다. 1997년에는 《타임》이 선정한 가장 영향력이 있는 미국인 25명 가운데 한 명으로 뽑혔고, 2002년에는 H. C. 렉텐발트 경제학상을 수상했으며 2010년에는 《포린 폴리시》가 선정한 세계의 100대 사상가 가운데 한 명으로 뽑혔다.
뉴욕 대학교 경영대학원 교수로 임용되기 전 시카고 대학교와 캘리포니아 대학교 버클리, 스탠퍼드 대학교 경영대학원, 로체스터 대학교에서 경제학을 가르쳤다. 또한 후버 연구소와 스탠퍼드 대학교의 국제개발연구소와 경제정책연구소에서 선임연구원, 세계개발연구소에서 연구원으로 지냈다.
2016년 10월부터 2018년 1월까지 세계은행의 수석경제학자였으며, 세계은행이 발표한 기업환경평가에서 칠레의 순위가 떨어진 이유가 평가가 조작됐기 때문일 수도 있다고 말한 뒤 2018년 1월 24일에 세계은행 수석경제학자직에서 물러났다.

## 어린 시절과 교육
제39대 콜로라도주의 주지사를 지낸 로이 로머와 베아트리스 밀러 사이에서 4남 2녀 가운데 한 명으로 태어났다. 폴 로머의 남동생인 크리스 로머는 콜로라도주 상원 의원을 지냈다.
로머는 뉴햄프셔주의 필립스 엑서터 아카데미를 졸업한 뒤 시카고 대학교에 들어갔으며, 1977년에 수학 학사 학위를, 1978년에 경제학 석사 학위를 받았고, 매사추세츠 공과대학교와 퀸스 대학교 대학원에서 공부한 뒤 1983년에 시카고 대학교에서 경제학 박사 학위를 받았다.

## 경력

### 학계
로머의 경제성장 연구는 1950년대와 1960년대의 광범위한 장기 성장 연구를 이어갔다. 주제 셰잉크망과 로버트 루카스 주니어가 지도한 폴 로머의 박사 학위논문은 기술 성장이 연구나 개발과 같은 사람들의 의도적 행동의 결과라는 경제의 수리적 설명에 해당한다. 이 연구 내용은 1986년과 1990년에 《저널 오브 폴리티컬 사이언스》에 실렸고, 내생적 성장이론의 시초가 됐다.
로머는 로체스터 대학교와 시카고 대학교, 캘리포니아 대학교 버클리, 스탠퍼드 대학교, 뉴욕 대학교에서 가르쳤다.

### 사업
2001년에는 학계를 잠시 떠나 대학생들의 문제 풀이를 도와주는 소프트웨어를 제공하는 회사인 애플리아를 세웠다. 애플리아는 2007년에 센게이지가 인수했다.

### 차터 시티
로머는 도시의 행정을 자치 헌장으로 하는 차터 시티를 개발도상국에서의 경제성장 동력으로 쓰려고 시도했다. 로머는 이 생각을 2009년에 TED 강연에서 밝혔으며, 더 나은 규칙과 제도가 있다면 저개발 국가들이 더 잘 성장할 수 있을 것이라고 주장했다. 로머의 모형에 따르면 차터 시티를 받아들이는 나라는 차터 시티의 책임을 더 발전된 나라에게 맡겨 새로운 규칙을 만들 수 있게 해야 하고, 사람들은 새 규칙을 따를지 말지를 선택해 이주할 수 있다.
온두라스 정부는 로머의 차터 시티를 도입하려 했는데 일부에서는 신식민주의라고 주장했다. 로머는 투명성 위원회의 의장을 지냈지만 차터 시티 계획을 담당하는 온두라스 정부가 투명성 위원회를 거치지 않고 개발업자와 합의서에 서명하자 2012년 9월에 사임했다.

### 세계은행에서의 활동
2016년 10월, 로머는 세계은행의 수석경제학자로 취임했다. 로머는 2018년 1월 12일 《월스트리트 저널》과의 인터뷰에서 2014년부터 사회당의 미첼 바첼레트가 대통령으로 있는 동안 칠레의 기업환경평가 순위가 하락했는데, 이는 세계은행이 평가 방법을 바꾸었기 때문이며 정치적 동기에 따라서 이루어졌을 수도 있다고 주장했다. 칠레의 순위 측정을 담당하는 세계은행의 칠레인 경제학자 아우구스토 로페스클라로스는 로머의 주장을 부정했다. 로머는 1월 24일에 세계은행 수석경제학자직에서 사임했다.

### 노벨 경제학상 수상

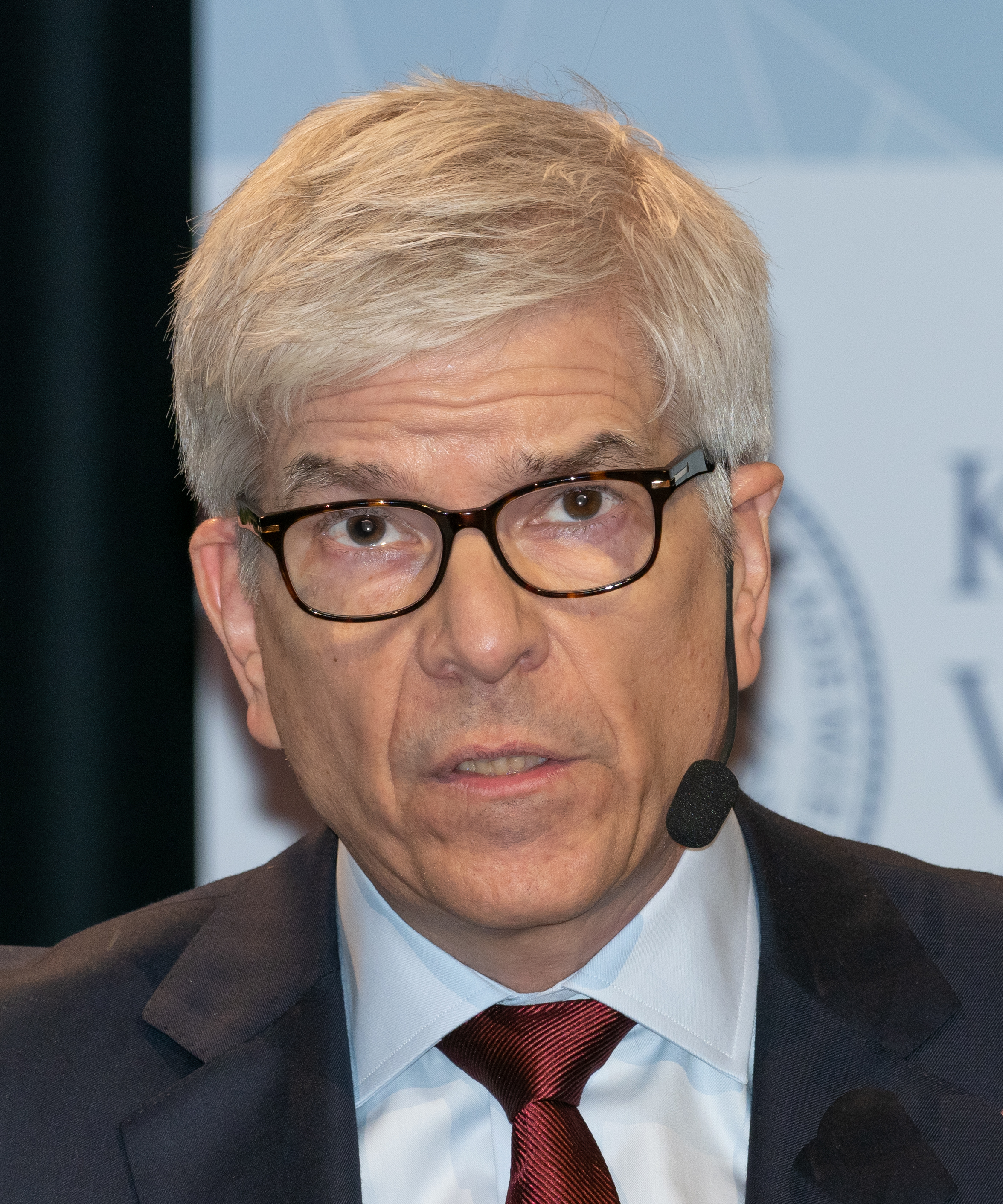
노벨상 기자회견에서의 폴 로머(2018년 12월)

로머는 윌리엄 노드하우스와 함께 2018년 노벨 경제학상 수상자로 선정됐다. 왕립 스웨덴 과학한림원은 로머를 노벨 경제학상 수상자로 뽑은 이유로 다음과 같이 밝혔다.
| “ | (로머는) 지식이 어떻게 장기 경제성장의 운전자로 기능할 수 있는가를 보여주었다. … (기존의 거시경제학 연구는) 경제적 선택과 시장 상황이 어떻게 새로운 기술을 만들어 내는가를 모형화하지 못했다. 폴 로머는 경제 요인이 어떻게 기업이 새로운 생각과 혁신을 만드려는 의지를 만들어내는지를 보여줌으로써 이 문제를 해결했다. | ” |

로머는 노벨 경제학상을 받은 뒤에 그가 어떻게 성장과 혁신 사이의 관계를 생각하기 시작했는지를 다음과 같이 밝혔다.
| “ | 제가 처음으로 궁금하게 여겼던 점은 '왜 발전은 시간이 갈수록 빨라지는가?'입니다. 이는 생각의 이 특징들 때문에 일어나는데, (만약 백만 명이) 무언가를 찾으려고 노력하고 어느 한 사람이 그것을 찾아낸다면, 모두가 그 생각을 쓸 수 있기 때문입니다. | ” |

또한 노벨 경제학상을 받은 날에 바너드 칼리지의 프랑스어학부 교수인 캐롤라인 웨버와 결혼했다.

## 저서
- "Growth Cycles", with George Evans and Seppo Honkapohja (American Economic Review, June 1998). JSTOR 116846
- "Preferences, Promises, and the Politics of Entitlement" (Individual and Social Responsibility: Child Care, Education, Medical Care, and Long-Term Care in America, Victor R. Fuchs (ed.), Chicago: University of Chicago Press, 1995).
- "New Goods, Old Theory, and the Welfare Costs of Trade Restrictions," Journal of Development Economics, No. 43 (1994), pp. 5–38.
- "Looting: The Economic Underworld of Bankruptcy for Profit" with George Akerlof (Brookings Papers on Economic Activity 2, William C. Brainard and George L. Perry (eds.), 1993, pp. 1–74). JSTOR 2534564
- "Economic Integration and Endogenous Growth," with Luis Rivera-Batiz (Quarterly Journal of Economics CVI, May 1991, pp. 531–55). JSTOR 2937946
- "Endogenous Technological Change" (Journal of Political Economy, October 1990). JSTOR 2937632
- "Increasing Returns and Long Run Growth" (Journal of Political Economy, October 1986). JSTOR 1833190
- "Cake Eating, Chattering and Jumps: Existence Results for Variational Problems" (Econometrica 54, July 1986, pp. 897–908). JSTOR 1912842

## 같이 보기
- 신식민주의